# Ракетный удар по авиабазе Эш-Шайрат
Раке́тный уда́р по авиаба́зе Эш-Шайра́т — ракетный удар по сирийской авиабазе Эш-Шайрат в провинции Хомс, нанесённый ночью 7 апреля 2017 года в ответ на атаку химическими отравляющими веществами в сирийском городе Хан-Шейхун.
Приказ на нанесение удара отдал президент США Дональд Трамп.
60 крылатых ракет «Томагавк», использованные для удара по самолётам и инфраструктуре авиабазы, были снаряжены как осколочно-фугасными, так и кассетными боеприпасами.
В результате удара было уничтожено от 6 до 20 самолётов сирийских ВВС и несколько других целей. Взлётно-посадочная полоса и многие другие объекты авиабазы, а также часть самолётов не были повреждены. По разным данным, жертвами удара стали по несколько военнослужащих и мирных жителей, ранения получили около двух с половиной десятков человек.

## Предыстория
4 апреля 2017 года в результате авиационного удара сирийских ВВС произошло поражение населения химическими отравляющими веществами в сирийском городе Хан-Шейхун (провинция Идлиб). В результате отравлений погибло не менее 86 человек, ранения получили не менее 557 человек.
Рассматривались две основные версии произошедшего: химическая атака сирийской армии и поражение сирийской авиацией складов боевиков с химическим оружием.
6 апреля Организация по запрещению химического оружия (ОЗХО) заявила о начале расследования по делу о возможном применении химоружия в Cирии (лишь 26 октября, эксперты совместной миссии ООН и ОЗХО распространили в ООН доклад, в котором «с высокой вероятностью» возложили вину на сирийские власти). 6 апреля Минздрав Турции сообщил, что согласно его экспертизе, у пострадавших было выявлено отравление нервно-паралитическим газом зарин.
Президент США Дональд Трамп возложил вину за произошедшее на президента Сирии Башара Асада. 6 апреля Трамп заявил о возможности военных мер в отношении Сирии. Позднее, 9 апреля, постоянный представитель США при ООН Никки Хейли в интервью телеканалу CNN сообщила, что администрация пришла к выводу о вине сирийских властей на основе материалов, которые в настоящее время «засекречены».

## Хронология событий

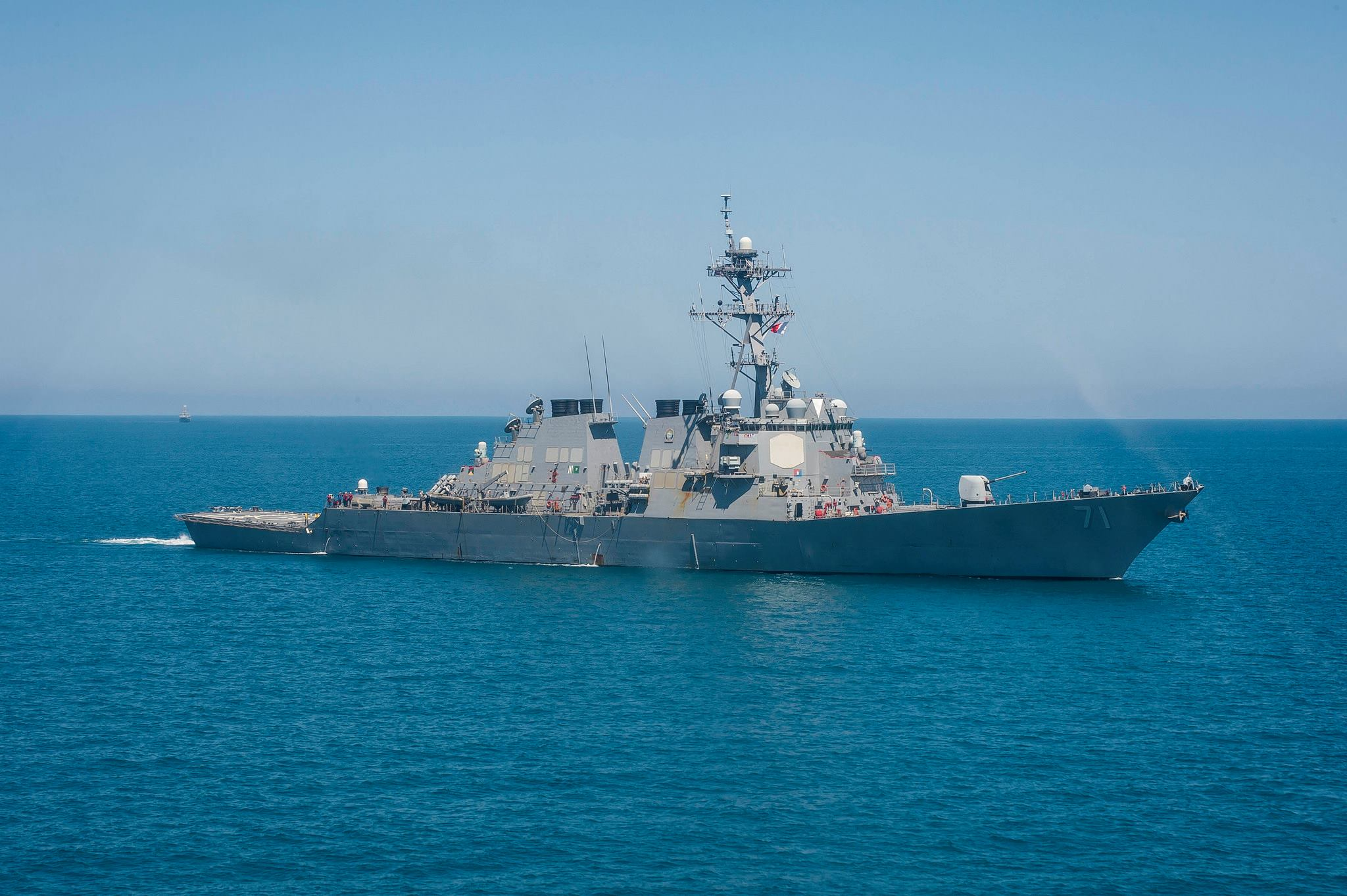
Эсминец USS Ross (DDG-71)

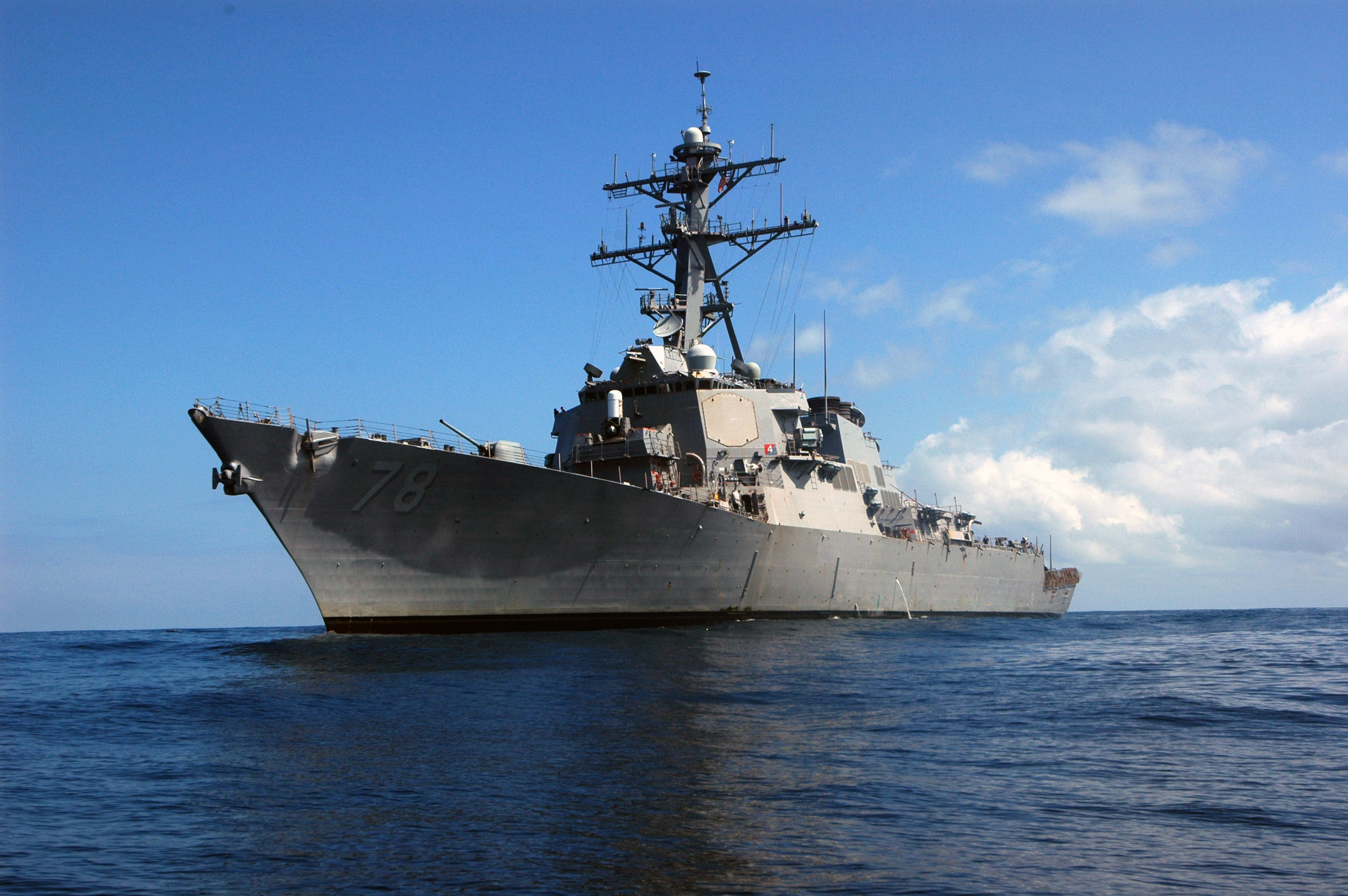
Эсминец USS Porter (DDG-78)

Ночью, в 04:42 — 04:56 по местному времени (UTC+3), после предупреждения российских военных по «существующим каналам», из акватории Средиземного моря два эсминца ВМФ США (USS Ross (DDG-71) и USS Porter (DDG-78)), находившихся возле острова Крит, выпустили по сирийской авиабазе 60 крылатых ракет «Томагавк», одна из которых упала в воду сразу после старта.
Единственной целью ракетного удара стала авиабаза Шайрат, с которой, по мнению американской стороны, сирийские правительственные войска осуществили химическую атаку. Первые сообщения об авиаударах появились примерно в 04:30 по местному времени (и примерно в 20:30 по вашингтонскому).
Спустя некоторое время, когда на востоке США был вечер, Дональд Трамп призвал все «цивилизованные нации» объединиться, чтобы «покончить с резнёй и кровопролитием в Сирии». Также он подтвердил, что отдал приказ нанести военный удар по авиабазе Эш-Шайрат, с которой, по данным США, была произведена химическая атака, и обвинил Башара Асада в нарушении Конвенции ООН о запрещении химического оружия.

## Эффективность удара
Целью удара были как самолёты сирийских ВВС, так и инфраструктура аэродрома. По российским источникам, ракеты снаряжены как осколочно-фугасными, так и кассетными боеприпасами. Независимые источники этой информации не подтверждают.
Наблюдатели отмечают противоречивость информации о нанесённом ущербе и количестве долетевших до целей ракет. Трамп был вынужден выступить со специальным заявлением, в котором указал, что взлётная полоса не была целью этих ударов, так как полосу можно было бы легко восстановить.
Уже на следующий день после атаки авиабаза восстановила свою работу, и первые самолёты опять поднялись в воздух (по информации Сирийского центра мониторинга прав человека, правительственные самолёты уже вечером 7 апреля взлетали с аэродрома).
Версия США
По сообщению администрации президента США, все ракеты достигли своих целей, а по оценке Минобороны США успешное попадание было у 59 ракет. В Пентагоне утверждают, что они смогли вывести из строя около 20 самолётов и ракеты класса «поверхность — воздух».
Российская версия
Минобороны России заявило, что по их данным до авиабазы Эш-Шайрат долетело 23 ракеты, а о 36 оставшихся ракетах им ничего не известно.
По заявлению руководителя департамента информации и массовых коммуникаций Министерства обороны России И. Конашенкова, в результате удара погибли 4 военнослужащих, двое пропали без вести и шестеро получили ранения при тушении пожара.
По сообщению Минобороны РФ, в результате удара были уничтожены 6 военных самолётов МиГ-23, склад материально-технического имущества, учебный корпус, столовая, радиолокационная станция; взлётная полоса, рулёжные дорожки и самолёты сирийских ВВС на стоянках не были повреждены.
По данным Минобороны РФ, «сразу после завершения атаки перешли в наступление террористические организации».
Сирийская версия
По данном сирийской стороны (правительственного агентства SANA) в результате удара погибло 7 военнослужащих, а 18 получили ранение. Также в результате ошибочного удара по близлежащим к авиабазе населённым пунктам (Эль-Хамрат, Эш-Шуэйрат, и Эль-Манзуль) погибло 9 мирных жителей, в том числе четверо детей; семеро получили ранения.
Другие версии
Согласно анализу экспертов израильской компании ImageSat International, проведённом на основе спутниковых снимков, ракетами были поражены 44 цели (в том числе 13 двухместных высокозащищённых укрытий для самолётов, 10 хранилищ боеприпасов, семь топливных резервуаров), некоторые из них, возможно, по два раза. Полностью уничтожена одна батарея зенитно-ракетных комплексов 2К12 «Куб».
По данным независимого исследователя и историка авиации Тома Купера, было уничтожено не менее 10, а возможно до 15 истребителей МиГ-23МЛ/МЛД.

## Реакция
После ракетного удара Россия приостановила действие меморандума о предотвращении инцидентов и обеспечении безопасности полётов авиации в ходе военной операции в Сирии между военными России и США, действовавшего с октября 2015 года.
7 апреля российский фрегат «Адмирал Григорович» направился из Новороссийска в Средиземное море к берегам Сирии. Данный поход планировался ранее со сроком на один месяц.
7 апреля Посольство США в России обнародовало заявление, в котором сказано, что «возрастает вероятность проведения широкомасштабных антиамериканских демонстраций и агрессии по отношению к американцам», и на этом основании призвало американцев к бдительности.

### Политические заявления
7 апреля официальный представитель Белого дома Шон Спайсер заявил, что «большинство стран одобряют приказ президента нанести удар». В поддержку ракетного удара выступили Австралия, Австрия, Бахрейн, Великобритания, Германия, Грузия, Израиль, Италия, Иордания, Канада, Катар, Кувейт, Литва, Новая Зеландия, Норвегия, Саудовская Аравия, ОАЭ, Польша, Румыния, Франция, Турция, Украина, Чехия, Япония, а также частично признанное Косово.
КНР заявила о необходимости разрешения ситуации политическим путём и призывала все стороны проявить хладнокровие и сдержанность. 
Россия и Иран осудили нанесение ракетного удара. Власти КНДР назвали ракетный удар США по Сирии «непростительным актом агрессии».
13 февраля 2018 года президент Франции Эммануэль Макрон заявил, что Франция также может нанести удар по сирийским правительственным войскам в случае получения убедительных доказательств применения ими химического оружия.

### Совет Безопасности ООН
7 апреля 2017 по инициативе Боливии было созвано экстренное заседание Совета Безопасности ООН для обсуждения американского удара по аэродрому Эш-Шайрат.
В ходе заседания представители России и США обменялись взаимными обвинениями и предупреждениями о негативных последствиях проводимой ими политики.
Постоянный представитель США в ООН Никки Хейли заявила, что Америка сделает так, что Башар Асад больше не будет применять химическое оружие. Хейли выразила уверенность, что «усиление Асада поведёт лишь к новым убийствам», осудив в этой связи Россию и Иран.
Представитель России Владимир Сафронков, со своей стороны, назвал действия США незаконными и играющими на руку «террористам». «Ваши односторонние действия приведут регион к ужасным трагедиям», — заявил он.
Представитель Великобритании Мэтью Райкрофт назвал американский удар «пропорциональным ответом на немыслимый акт», имея в виду химическую атаку, в которой сирийская оппозиция и Запад обвиняют режим Асада.